# Rüti ZH
| ZH ist das Kürzel für den Kanton Zürich in der Schweiz. Es wird verwendet, um Verwechslungen mit anderen Einträgen des Namens Rüti zu vermeiden. |

Rüti ist eine politische Gemeinde im Bezirk Hinwil des Kantons Zürich in der Schweiz.

## Wappen
Blasonierung
In Gold ein rotes gotisches R

## Geographie
Die Zürcher Oberländer Gemeinde Rüti liegt durchschnittlich 465 Meter über dem Meeresspiegel. Der höchste Punkt befindet sich mit 778 Meter über dem Meeresspiegel auf dem Batzberg zwischen Rüti und Wald ZH, einem beliebten Ausflugsziel, das sowohl Wanderern als auch Naturliebhabern beeindruckende Ausblicke bietet. Der tiefste auf 445 Metern unterhalb der Chüeweid an der Jona, die aus den nördlich gelegenen Tössbergen durch Rüti fliesst. Diese idyllische Flusslandschaft prägt das Ortsbild und bietet eine wichtige Lebensader für die heimische Flora und Fauna.

## Geschichte
Die Gegend wurde vermutlich im 8. und 9. Jahrhundert besiedelt. Der Ortsteil Fägswil wurde 807 in einer Sankt Galler Urkunde zum ersten Mal genannt. In einer Urkunde von Kaiser Otto II. (955–983) aus dem Jahre 972 wurde Rüti als Riutun bezeichnet. Der Name geht auf das schweizerdeutsche Wort Rüti zurück. Es bedeutet „Rodung, von Holzwuchs und Buschwerk gereinigtes, urbar gemachtes Stück Land“.
1206 wurde das Kloster Rüti durch Lütold IV. von Regensberg gegründet. Um das Kloster entstand ein kleinbäuerliches Dorf, dessen Bewohner Ackerbau, Viehwirtschaft, landwirtschaftliche Lohnarbeit und Textilverarbeitung betrieben. Auf dem Batzberg erbaute ein Zweig der Meyer von Dürnten, Ministerialen der Grafen von Toggenburg und des Klosters Einsiedeln, östlich von Fägswil eine Burg. Sie scheint im 14. Jahrhundert aufgegeben worden zu sein; heute sind nur noch Reste des Halsgrabens zu erkennen. 1238 erwarb das Kloster Rüti die freien Leute des heutigen Ortsteils Ferrach von den Grafen von Toggenburg für 80 Mark Silber Zürcher Währung und übernahm Rechte und Pflichten der Toggenburger Vogtei. Das Kloster vertrat damit erstmals öffentlich-rechtliche Funktionen, die Kaufurkunde wurde für die nächsten 300 Jahre zur Offnung (Gemeindeordnung) für die Bewohner des Weilers, die jeweils an Gerichts- und Schwörtagen vorgelesen wurde.
1408 kam Rüti als Teil der Landvogtei Grüningen unter Zürcher Obrigkeit. Das Klostergut ging nach Aufhebung des Klosters im Zuge der Reformation in den Besitz der Stadt Zürich über, die es im Amt Rüti, repräsentiert durch einen Amtmann, verwalten liess. Das Amthaus, das Innere des Kirchturms und Teile des Kirchenschiffs sowie mehrere der verbliebenen Klostergebäude fielen am 3. Dezember 1706 einem Grossbrand weitgehend zum Opfer und machten 1710 dem Neubau des Amtshauses Platz. Bereits 1833 wurde das Amt Rüti aufgehoben, die noch verbliebenen Kloster- und Wirtschaftsgebäude wurden verkauft und mehrheitlich abgebrochen.

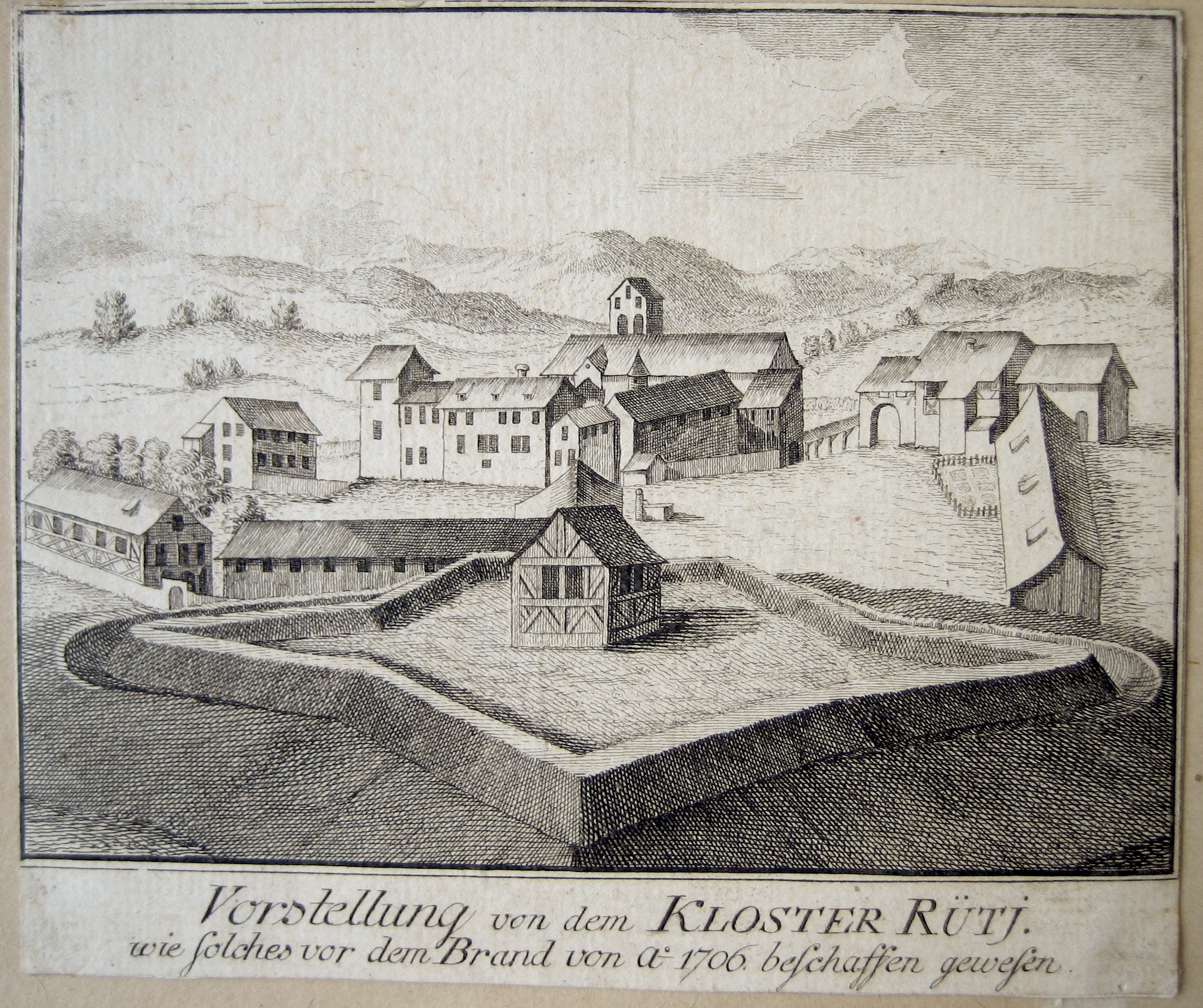
Blick von der Schanz auf die verbliebenen Klostergebäude, im Hintergrund die reformierte Kirche (vor 1706)

Rüti verfügte bereits ab Mitte des 16. Jahrhunderts über eine eigene Volksschule im Pfarrhaus – gegründet auf Heinrich Bullingers Initiative hin von den in Rüti verbliebenen Prämonstratenser-Chorherren. Rüti war auch ein Quartier in der Zürcher Militärorganisation. Als Grenzwehr entstanden kurz vor dem Ersten Villmergerkrieg Mitte des 17. Jahrhunderts Befestigungen, die sogenannte Schanz nördlich des Amthauses. Im Pilgersteg wurde 1866 der erste katholische Gottesdienst im Zürcher Oberland nach der Reformation gefeiert. In Tann, in der Gemeinde Dürnten, steht seit 1879 die katholische Pfarrkirche Hl. Dreifaltigkeit der 1963 bis 1964 geschaffenen katholischen Kirchgemeinde Rüti.
Das Dorf nahm erst mit der Industrialisierung im 19. Jahrhundert einen wirtschaftlichen Aufschwung. 1847 entstand die Webereimaschinenfabrik Caspar Honegger in der Joweid, die spätere Maschinenfabrik Rüti AG mit weltweiten Beziehungen, später Teil des G+F-Konzerns, Sulzer Textil und seit 2001 im Besitz der italienischen Promatech. 1833 erhielt Rüti Anschluss an das kantonale Strassennetz und 1859 an die Bahnstrecke Zürich–Uster–Rapperswil. Letztere wurde 1932 elektrifiziert und wird seit 1990 von der S-Bahn Zürich befahren. 1873 eröffnete die Nagelfabrik Hess Pilgersteg, 1886 die Federnfabrik Baumann & Cie (Heute: Baumann Federn AG) und 1895 die Zentralheizungen Johann Müller AG. Die Gemeindewerke begannen 1897 ihre Tätigkeit, die Post im Jahre 1911.
Das regionale Einkaufszentrum Bandwies besteht seit den 1970er-Jahren. Das 1875 eröffnete Krankenhaus, später Kreisspital, ist im Jahre 2000 aus finanziellen und politischen Gründen geschlossen worden. Heute ist in den Gebäuden das Rekrutierungszentrum von Armee und Zivilschutz für die Kantone Zürich, Schaffhausen und Thurgau untergebracht. Die Gemeinde hat eine reformierte Kirche. Katholiken besuchen die Kirche Hl. Dreifaltigkeit in Tann. Im Jahr 2007 wurde das 1200-Jahr-Jubiläum mit verschiedenen Anlässen und Festen gefeiert.

## Bevölkerung
| Bevölkerungsentwicklung | Bevölkerungsentwicklung |
| Jahr                    | Einwohner               |
| ----------------------- | ----------------------- |
| 1634                    | 139                     |
| 1764                    | 701                     |
| 1850                    | 1'292                   |
| 1900                    | 4'796                   |
| 1950                    | 6'647                   |
| 1970                    | 9'546                   |
| 1990                    | 10'513                  |
| 2000                    | 11'153                  |
| 2010                    | 11'934                  |
| 2019                    | 12'254                  |
| 2023                    | 12'862                  |

Rüti ZH, historisches Luftbild von 1919, aufgenommen aus 300 Metern Höhe von Walter Mittelholzer

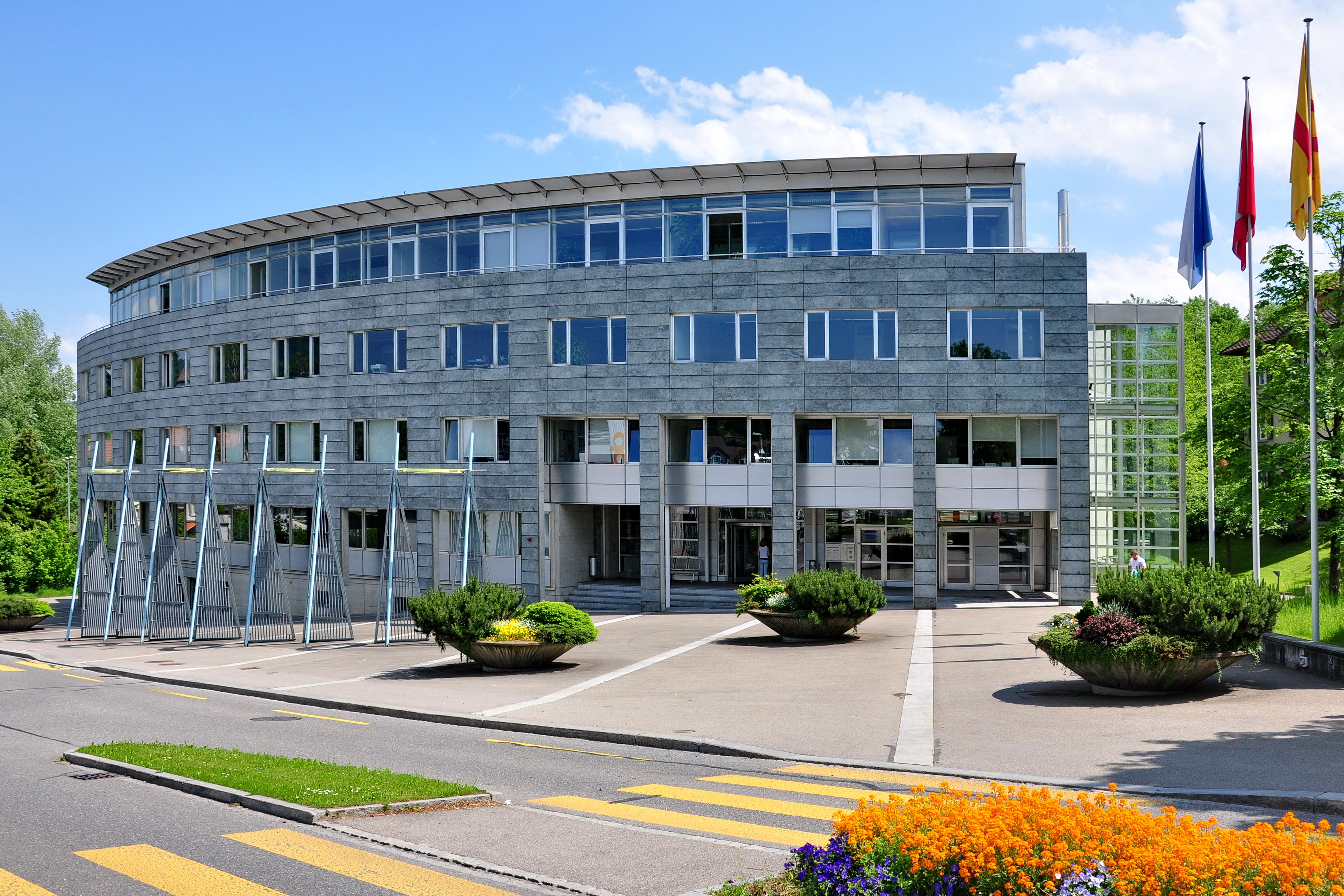
Das Gemeindehaus mit der Gemeindeverwaltung

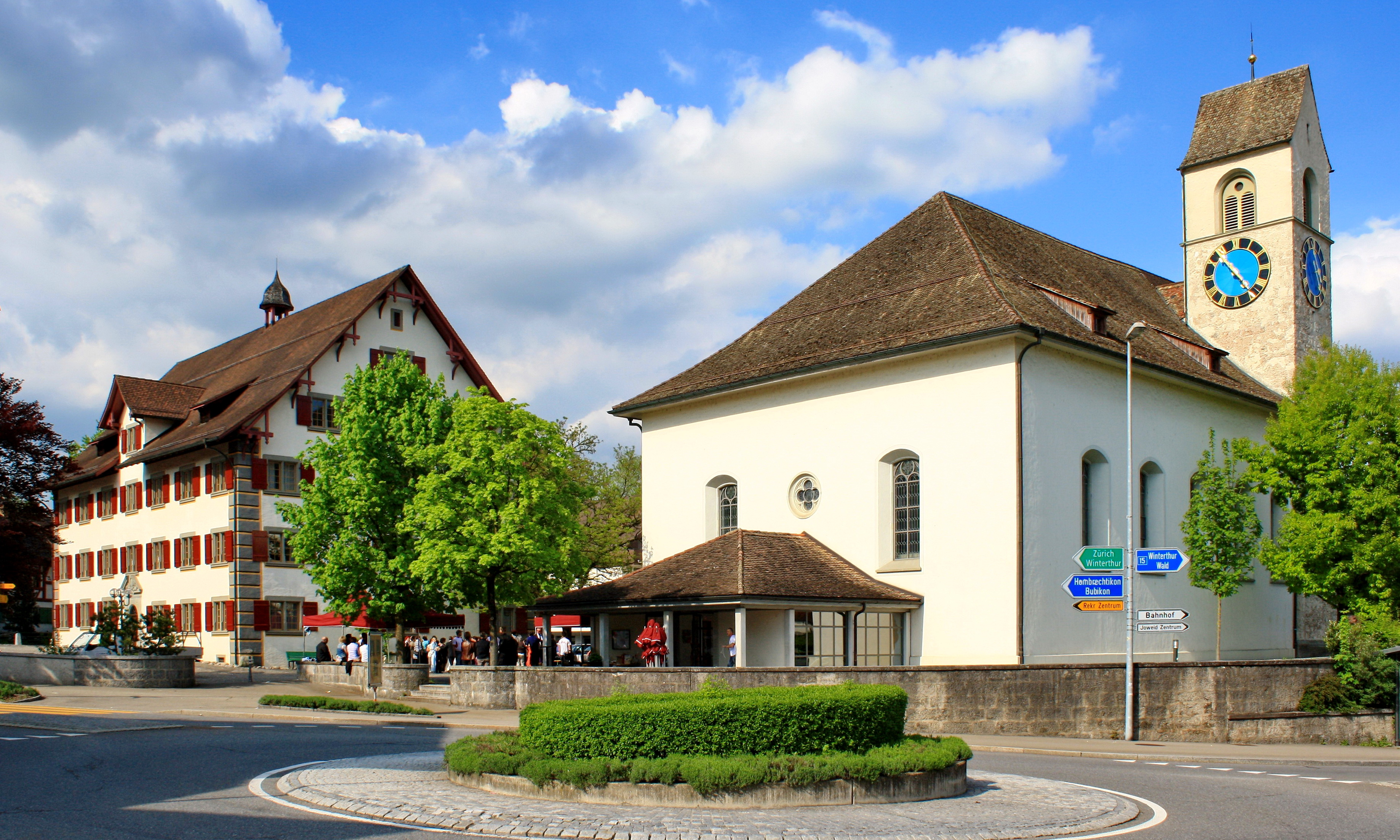
Die evangelisch-reformierte Kirche, links das Amthaus beim Klosterhof

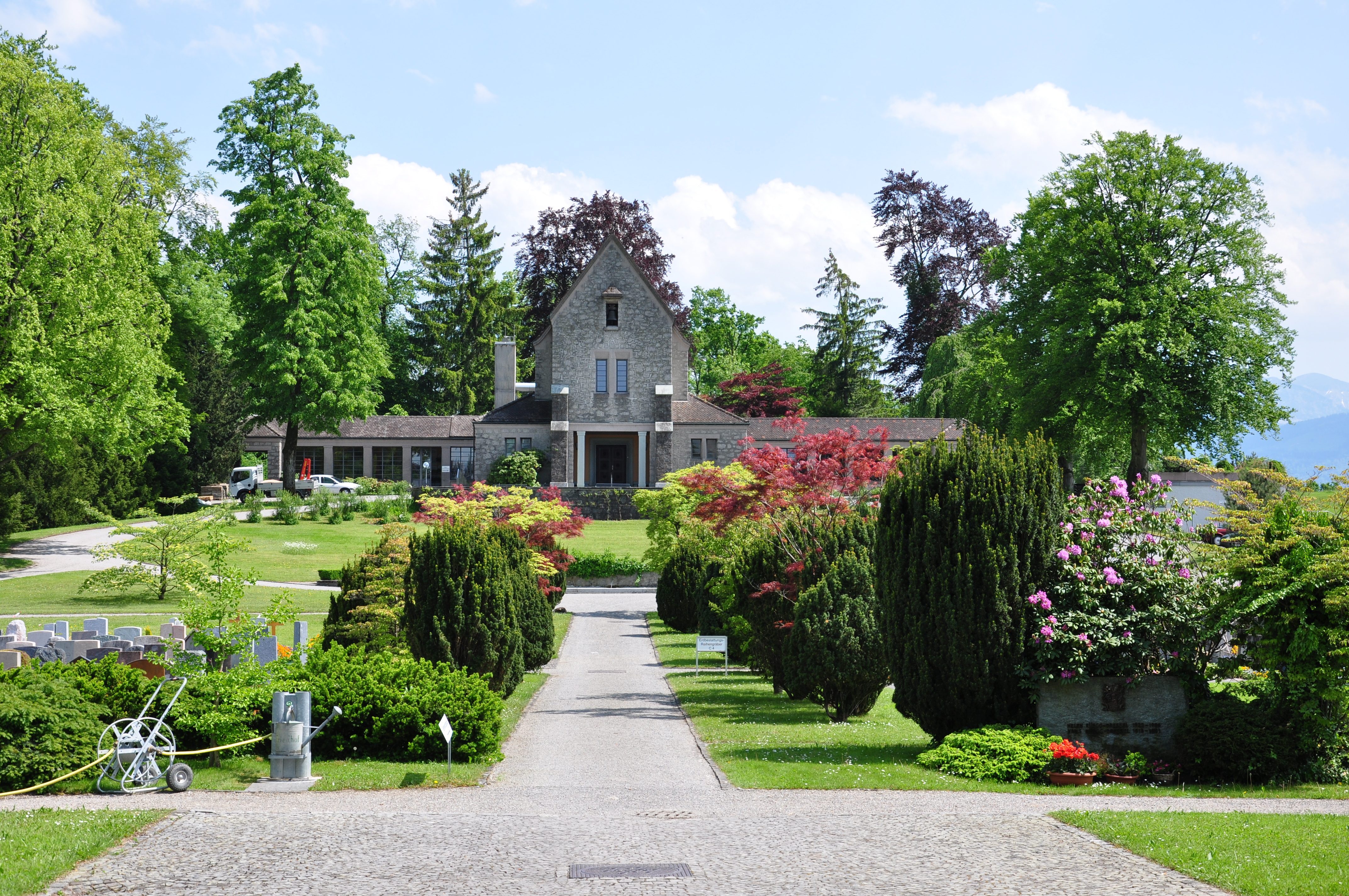
Das Krematoriumsgebäude im Friedhof auf dem Chlaus, zusammen mit der reformierten Kirche seit November 2009 ein Objekt der Klasse A im KGS Inventar des Bundes

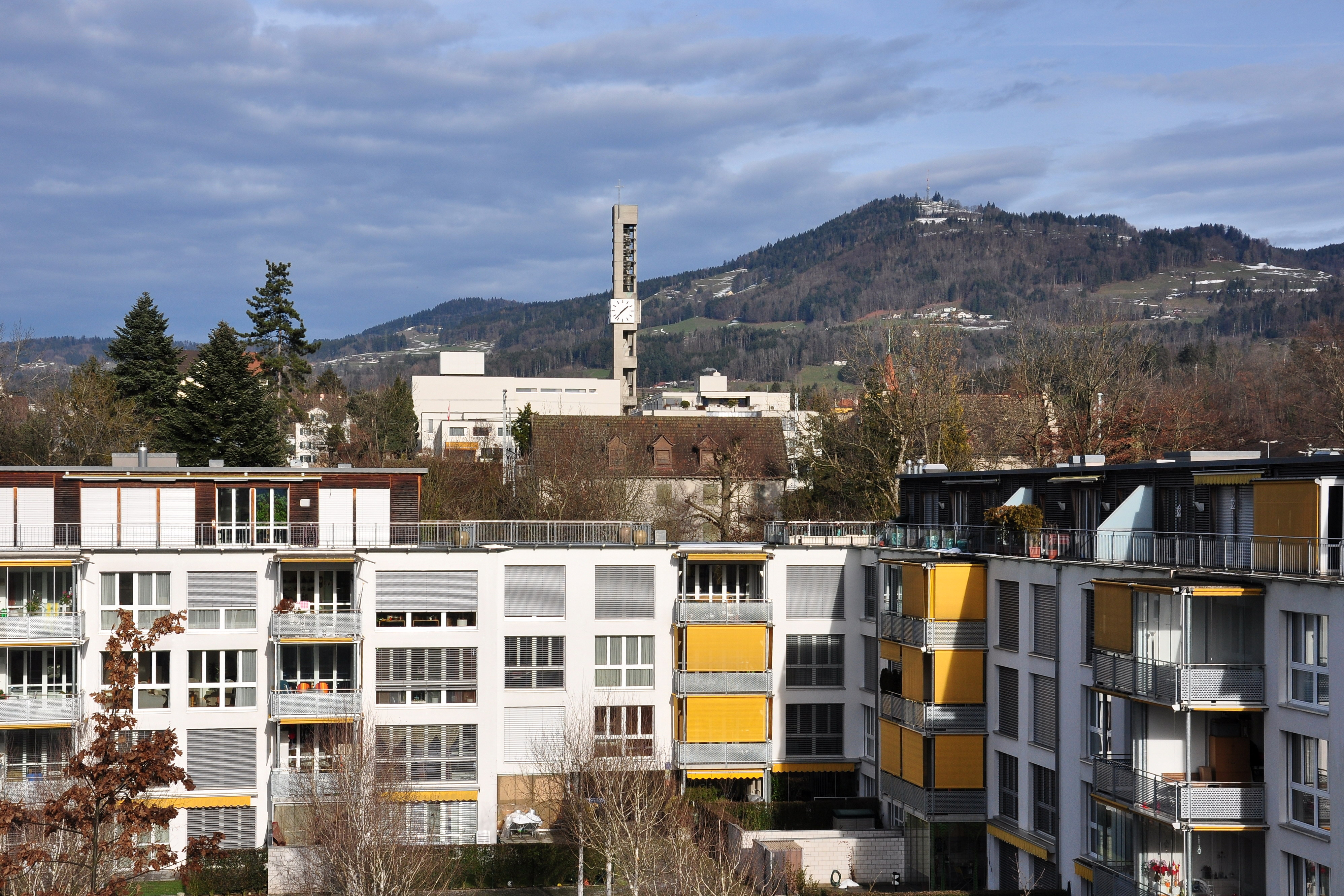
Die römisch-katholische Kirche in Tann, im Bildhintergrund der Bachtel

Rüti hat über 10'000 Einwohner und ist somit eine Stadt, auch wenn das Leben in Rüti eher dörflich ist und das Stadtrecht nie erworben wurde. Der Ausländeranteil liegt bei über 20 Prozent. Die Einwohnerzahl überstieg 1971/72 erstmals die Grenze von 10'000 Einwohnern, sank aber in den nächsten Jahren infolge der Rezession markant, stieg aber in den späten 1990er Jahren wieder deutlich an.

### Religion
Am 31. Dezember 2018 gehörten 29,01 % der Bevölkerung der katholischen Kirche und 27,57 % der evangelisch-reformierten Kirche an.
Innerhalb der regionalen Sektion der Evangelischen Allianz sind aus Rüti die Evangelisch-Reformierte Kirche, die Chrischona-Gemeinde, die Evangelische Täufergemeinde ETG und die Freie Evangelische Gemeinde vertreten (Stand 2019).
Von den anderen Kirchen hat es in Rüti eine Neuapostolische Kirche.

## Politik

### Gemeinderat
Der Gemeinderat setzt sich aus folgenden neun Personen zusammen (Stand 1. Juli 2022):
- Yvonne Bürgin, Die Mitte
- Carola Arn, EVP
- Beatrix Dubler, FDP
- Roger Hess,  Die Mitte
- Claudia Lehmann, SP
- Stephan Müller, FDP
- Bruno Rüegg, GLP
- Thomas Stauber, SVP
- Peter Weidinger, Die Mitte

Gemeindepräsidentin ist Yvonne Bürgin.

### Nationale Wahlen
Bei den Nationalratswahlen 2023 betrugen die Wähleranteile in Rüti: SVP 30,35 % (+0,26), SP 16,14 % (+2,79), Mitte 14,44 % (+2,69), Grüne 9,37 % (−3,22), FDP 8,84 % (−0,95), glp 7,82 % (−2,75), EDU 4,77 % (+0,39), EVP 4,67 % (−1,08).

## Wirtschaft und Infrastruktur
Rüti beheimatet Geschäfte wie Coop, Migros, Denner, Aldi und Dosenbach. Alle grossen Läden ausser Aldi sind an der Bandwiesstrasse zu finden, welche das Zentrum von Rüti bildet. Die zwei grössten Einkaufszentren sind, wie fast in jeder grösseren Stadt in der Schweiz, der Coop und die Migros. Der Coop ist im Jahre 2001 in ein grösseres Gebäude gezogen. Die Migros wurde im Jahre 2004 umgebaut und das Sortiment erweitert.

### Verkehr

#### Öffentlich
Die Gemeinde hat zwei Anschlüsse an die Oberlandautobahn (A53).
Rüti liegt an der Bahnstrecke Rapperswil–Uster–Zürich (Glatthalbahn) und ist zudem Ausgangspunkt der ehemaligen Tösstalbahn. Bedient wird der Bahnhof Rüti von den Linien S 5 , S 15  (seit Dezember 2006) und S 26  (Tösstallinie) der S-Bahn Zürich sowie im Nachtnetz am Wochenende von der SN5 :
- S 5 Zug – Affoltern a. A. – Zürich HB – Uster – Pfäffikon SZ
- S 15 Rapperswil – Uster – Zürich HB – Oberglatt – Niederweningen
- S 26 Winterthur – Bauma – Rüti ZH
- SN5 Knonau – Zürich HB – Uster – Pfäffikon SZ

Die Verkehrsbetriebe Zürcher Oberland (VZO) betreiben seit 1946 ein dichtes Busnetz im Zürcher Oberland, wozu auch seit 1988 ein gut ausgebautes Ortsbusnetz in Rüti gehört.
Es existieren folgende Buslinien, die durch die Verkehrsbetriebe Zürichsee und Oberland (VZO) bedient werden:
- 854 Bahnhof Rüti – Wald – Gibswil – Fischenthal – Steg – Bahnhof Bauma
- 870 Bahnhof Rüti – Tann –  Oberdürnten – Hadlikon  – Bahnhof Hinwil
- 880 Bahnhof Rüti – Bad Kämmoos – Bubikon – Wolfhausen – Hombrechtikon – Stäfa Frohberg
- 884 Bahnhof Rüti – Bandwies – Drei Eichen – Bahnhof Rüti (Rundkurs)
- 885 Bahnhof Rapperswil – Kempraten – Rüti – Wald – Laupen – Goldingen – Atzmännig

Daneben existiert folgende Buslinie, die durch die Schneider AG bedient wird:
- 631 Bahnhof Rüti – Ermenswil – Eschenbach – Neuhaus  – Uznach – Kaltbrunn

#### Strassen
Rüti ist Kreuzungspunkt der Hauptstrasse 15 Rapperswil–Tösstal–Winterthur–Schaffhausen mit der Hauptstrasse 345 Eschenbach SG–Wetzikon–Grafstal ZH. Nebenstrassen verbinden Rüti mit Nachbardörfern und -gemeinden, nach Norden mit Tann, Dürnten und Oberdürnten, im Osten mit Fägswil, Wald und Laupen. Die Hauptstrasse 336 nach Hombrechtikon bietet im Kämmoos Anschluss an die Oberlandautobahn A15, ebenso die Hauptstrasse 15 südlich von Rüti beim Anschluss 12 Rapperswil.

### Industrie
Als wichtigster Industriezweig in Rüti galt lange Zeit die Textil- und Webmaschinenindustrie.
- 1816: Baumwollspinnerei Honegger im Wydacher
- 1857–1960: Mechanische Seidenweberei Rüti
- 1873: Nagelfabrik Hess im Pilgersteg
- 1886: Federnfabrik Baumann & Cie. (Heute: Baumann Federn AG)
- 1895: Zentralheizungen Johann Müller AG
- 1904: Möbelfabrik Embru
- bis 1982: Maschinenfabrik Rüti, Teil des Georg-Fischer-Konzerns
- Ab 1982: Sulzer AG, welche jedoch im Jahr 2001 das Unternehmen Sulzer Textil gänzlich an italienische Besitzer verkaufte

In Rüti fand eine Umstellung vom Industriedorf zum Dienstleistungsdorf statt.

Rüti ZH, historisches Luftbild von 1919, aufgenommen aus 300 Metern Höhe von Walter Mittelholzer
Historisches Luftbild der Joweid, aufgenommen zwischen 1918 und 1937 von Walter Mittelholzer
Historisches Luftbild der EMBRU Werke AG, aufgenommen vom 29. Juli 1933 von Walter Mittelholzer
Historisches Luftbild der Gärtnerei Meier, aufgenommen vom 21. September 1927 von Walter Mittelholzer
Historisches Luftbild des Kreisspitals Rüti ZH, aufgenommen vom 27. September 1934 von Walter Mittelholzer
Historisches Luftbild der A. Baumgartner Söhne, Webereiutensilienfabrik, aufgenommen zwischen 1918 und 1937 von Walter Mittelholzer
Historisches Luftbild der Nagelfabrik Hess & Co, aufgenommen zwischen 1918 und 1937 von Walter Mittelholzer
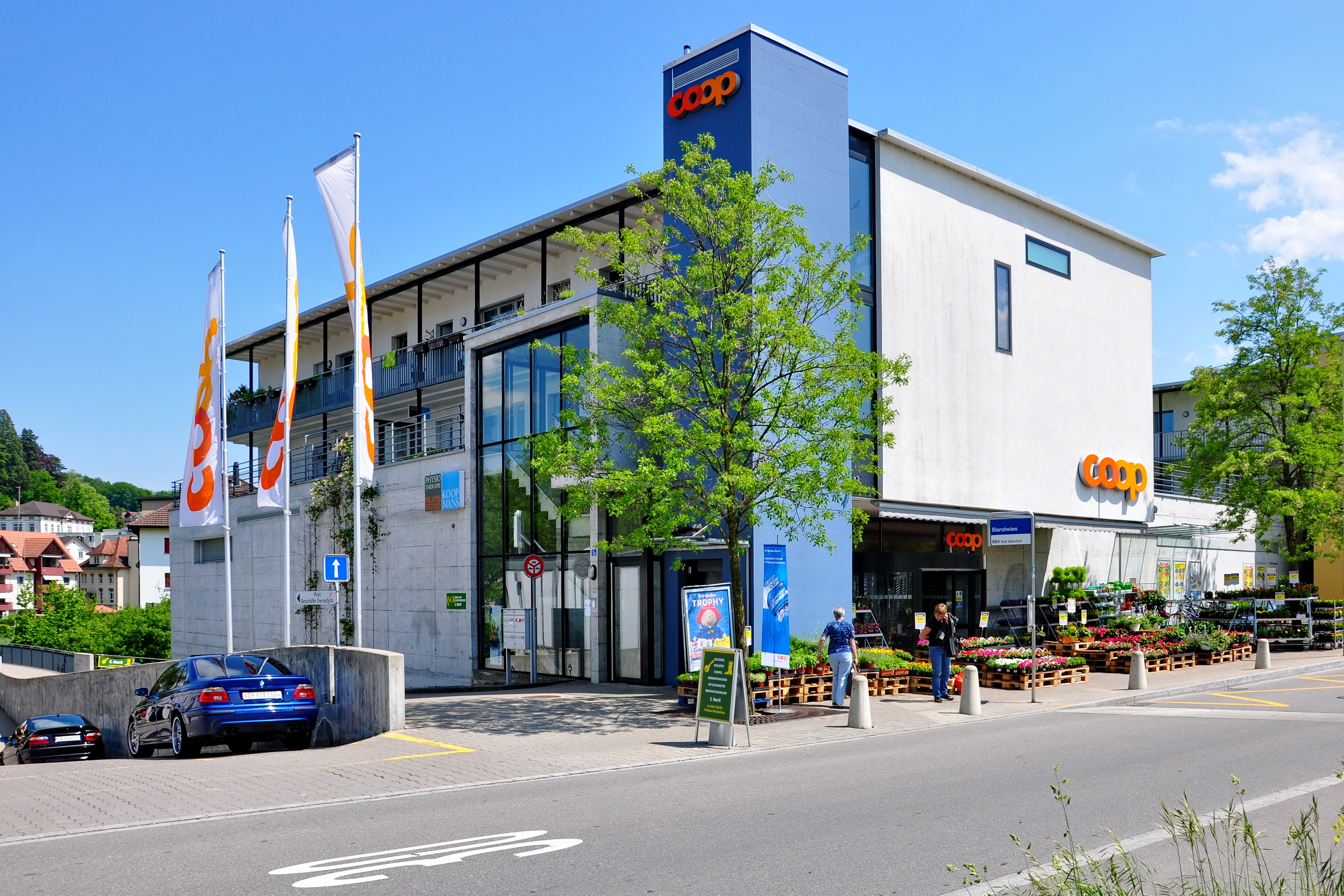
Coop an der Bandwiesstrasse
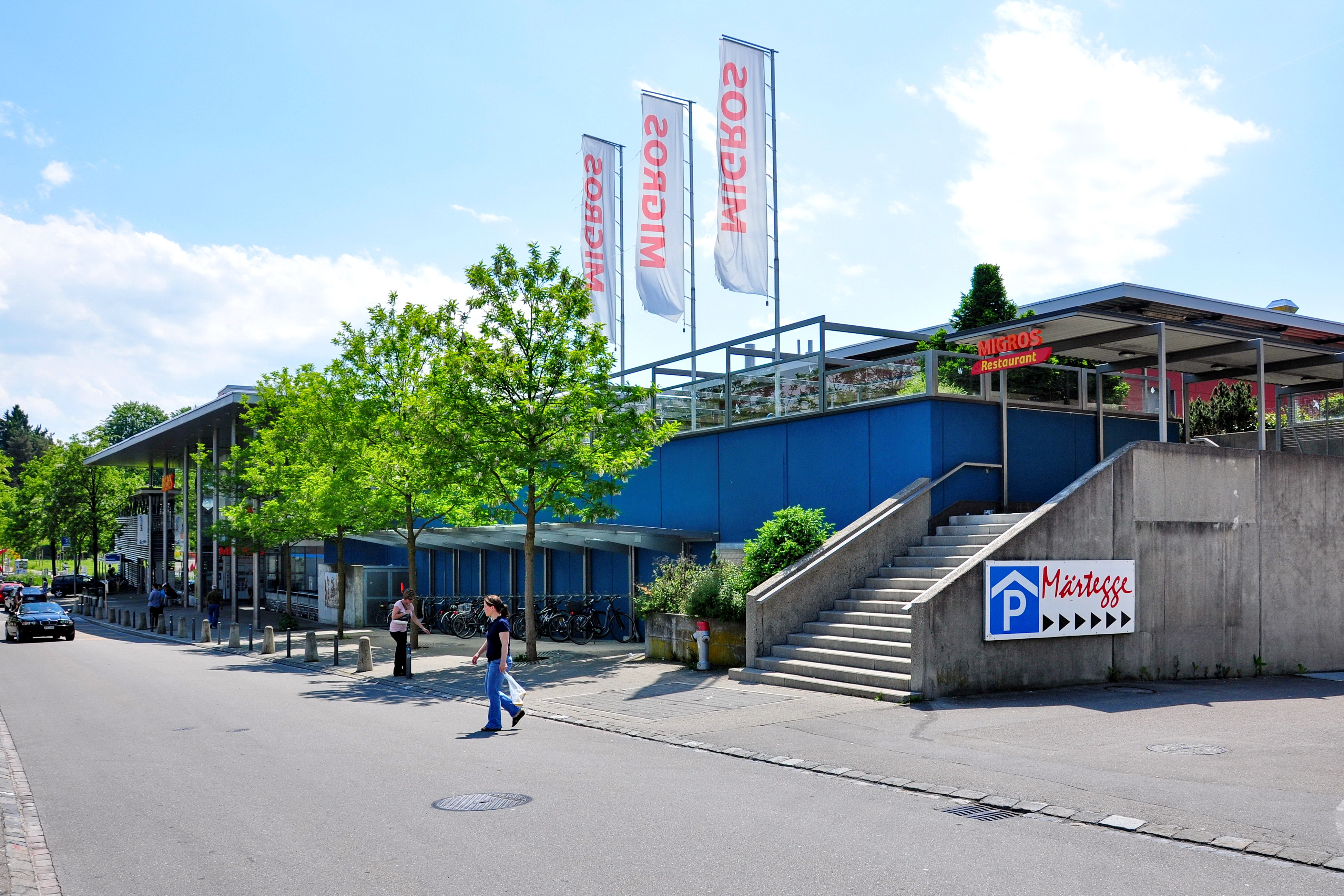
Migros auf der anderen Strassenseite
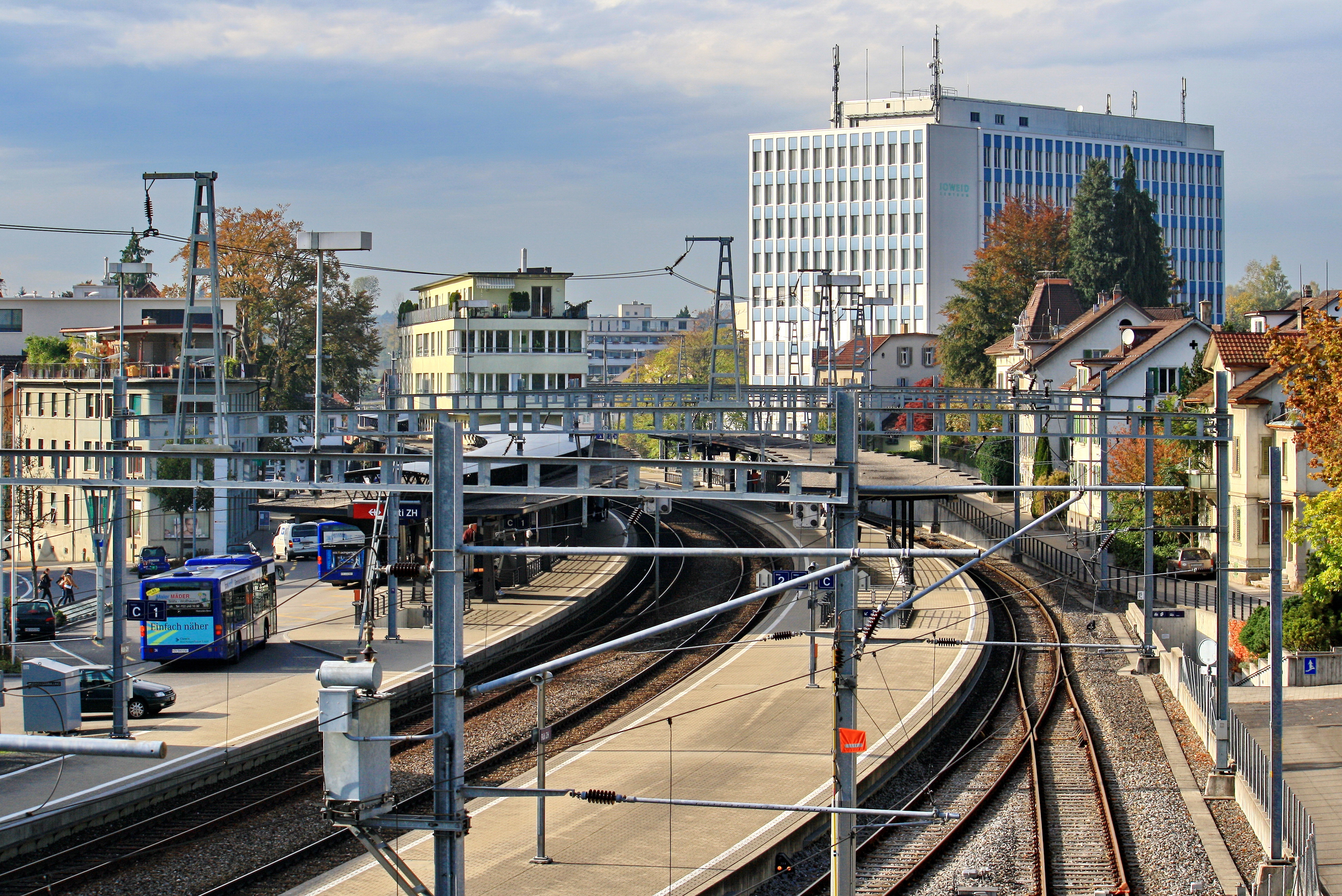
Der Bahnhof Rüti und das sogenannte Joweid Center, das ehemalige Verwaltungsgebäude der Sulzer respektive Georg Fischer AG
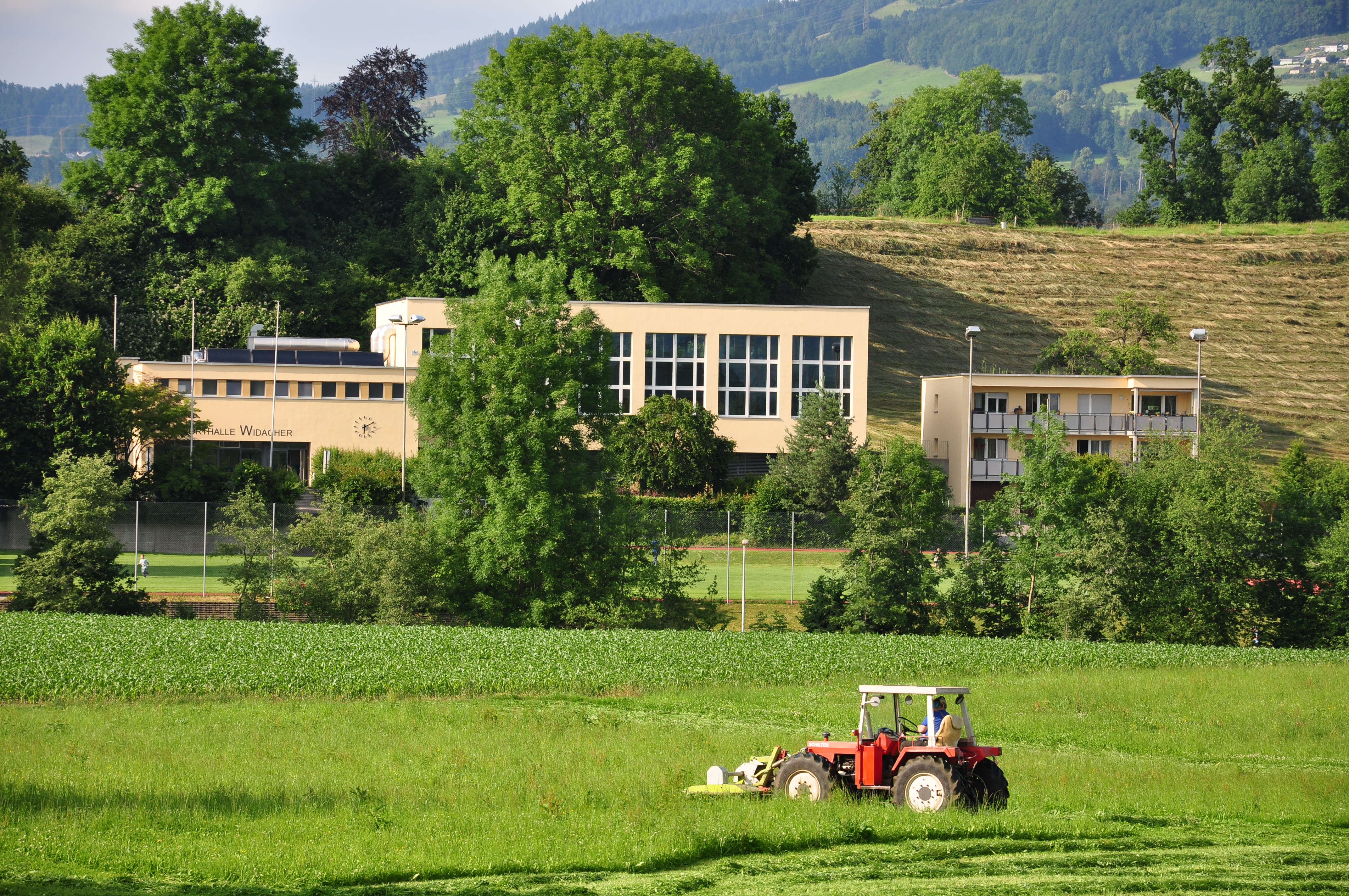
Die zum Schulhaus Widacher gehörende Sportanlage mit dem Hallenbad, im Hintergrund der Chlaus

### Abwasserreinigung
ARA Rüti, Abwasserreinigungsanlage Grubensteg an der Jona

## Bildung

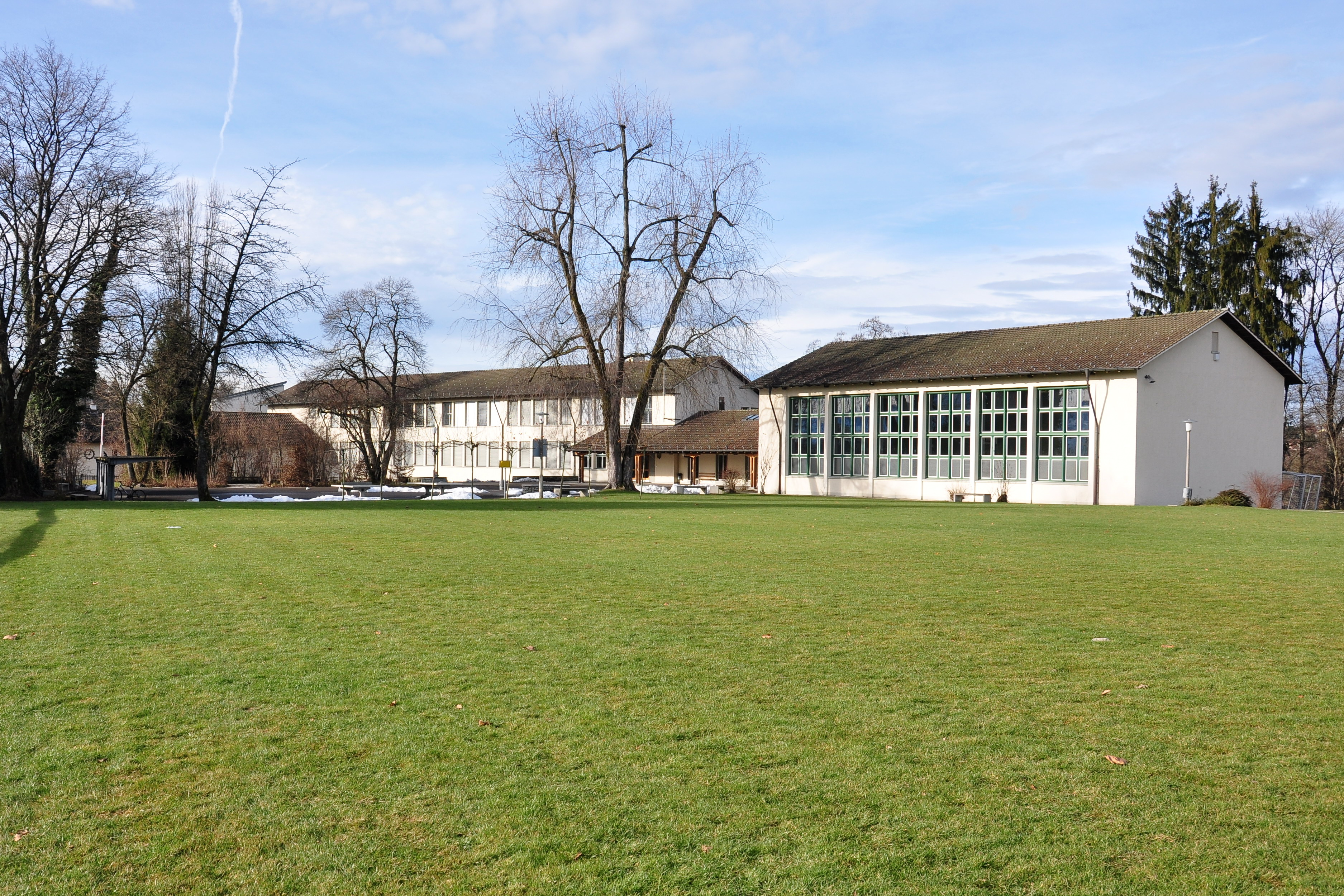
Sekundar- und Realschule, rechts die Turnhalle (2011)

Rüti hat zehn Schulhäuser. Die Berufsschule am Sonnenplatz für die Technische Ausbildung, die Schulhäuser Widacher, Lindenberg, Schlossberg, Eschenmatt, Alpenblick, Ferrach und Fägswil für die Primarschule und das Schulhaus Schanz und Egg für die Sekundarschule. Mit der 2004 abgeschlossenen Gesamterneuerung wurden die bislang zwei getrennten Gebäudekomplexe zusammengefasst.

## Kultur
Die Gemeinde hat ein reiches Vereinsleben mit rund 120 Vereinen aller Art, ein Ortsmuseum ("Gemeindechronik") und seit 2013 eine erweiterte Bibliothek für Rüti und dessen Nachbargemeinde Dürnten. Die Reformierte Kirche Rüti und das Krematoriumsgebäude im Friedhof auf der Chlaus-Anhöhe sind seit November 2009 als Objekte der Klasse A (KGS-Nr. 7648) im KGS Inventar des Bundes aufgenommen.

## Freizeit und Erholung
• Der Grossweiher nahe dem Reiterhof und Neu York in der Nähe von Fägswil liegen die zwei Naherholungsgebiete. Der Bachtel als Zürcher Oberländer Hausberg ist ein Ausflugsziel. Auf den Wanderwegen durch Wälder, Naturschutzgebiete und Weiler, entlang von Bächen, Weihern und Wasserfällen zu den Aussichtspunkten, kann man sich am Bachtel mit seinem markanten Sendeturm und dem zwischen Wald und Rüti gelegenen Batzberg (777 m. ü. M.) orientieren.
• Gubel, Höhlen und Grotten:
– Batzberghöhle mit Giessen, im Westen des Batzbergs, Koord. 700950/235700;
– Guldenberghöhle mit Giessen, zwischen Rüti und Wald, im Südosten des Batzbergs, Koord. 710350/235950;
– Batzberggrotte mit unterird. Teich, östlich der Guldenberghöhle, nahe Ruine Batzberg, Koord. 710291/235932;
– Höhle beim Grossweiher, nördlich des Grossweiherrieds, mit Giessen, Koord. 709885/235275;
– Föriholzhöhle, Richtung Wald und durchs Niggital Richtung Güntisberg, mit Giessen, Koord. 708575/235120;
– Höhle im Hessenwäldchen, westlich des Niggitals, 100 m südlich Pt. 501, mit Giessen, Koord.707762/235144.
Zu den weiteren Naherholungsgebieten zählen der Rütiwald mit verzweigten Spazierwegen und Vita-Parcours zwischen Bubikon und Rüti sowie das ausgedehnte Gebiet des Jonawalds entlang des gleichnamigen Flusses an der Gemeindegrenze zu Rapperswil-Jona. Der Fluss hat auch ein ausgeprägtes Tobelgebiet zwischen Wald und Rüti respektive Tann geformt, das Tannertobel, das weiter südwestlich in das breite Flusstal der Joweid übergeht, dem einstigen Industrieareal der Georg Fischer AG respektive Sulzer, das sich zu einem Dienstleistungszentrum gewandelt hat. Das vom gleichnamigen Zufluss der Jona gebildete Schwarztöbeli zwischen Bubikon und Rüti erfreut sich bei Naherholungssuchenden ebenfalls grosser Beliebtheit; es birgt unter anderem an der Gemeindegrenze zu Bubikon einen rund 12 m hohen Wasserfall, das Schwimmbad (Badi an der Schwarz) der Gemeinde und einen Bike-Park beim Zivilschutzzentrum. Rüti ist zudem ein Etappenpunkt am Jakobsweg und Teil des Fernwandernetzes. Seit 2017 gibt es in Rüti eine Trampolinhalle.

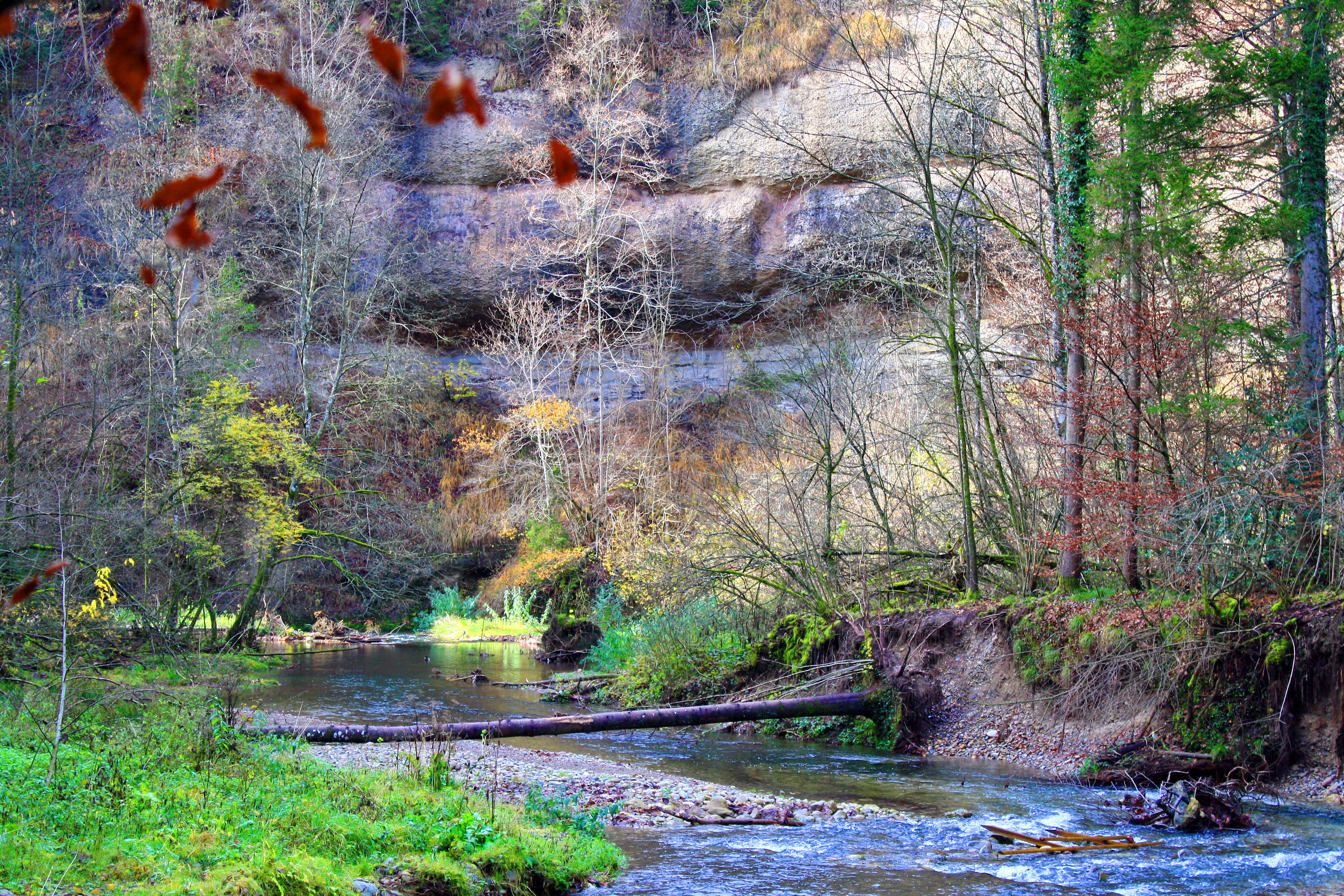
Das von der Jona gebildete Tannertobel zwischen Tann und Rüti
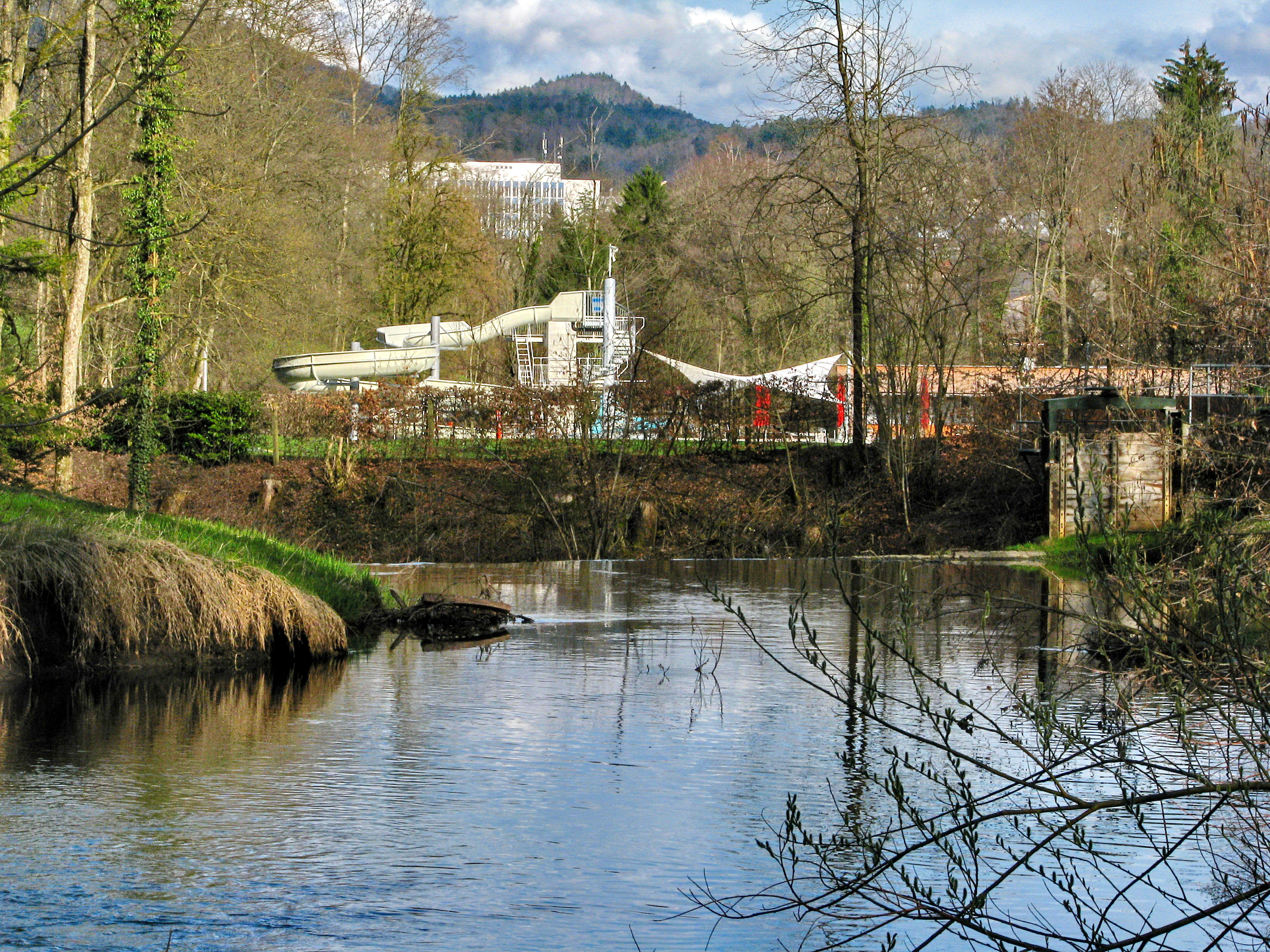
Das Schwarztöbeli des gleichnamigen Jonazuflusses zwischen Bubikon und Rüti, im Hintergrund die Badi an der Schwarz, das Joweid-Center und der Batzberg
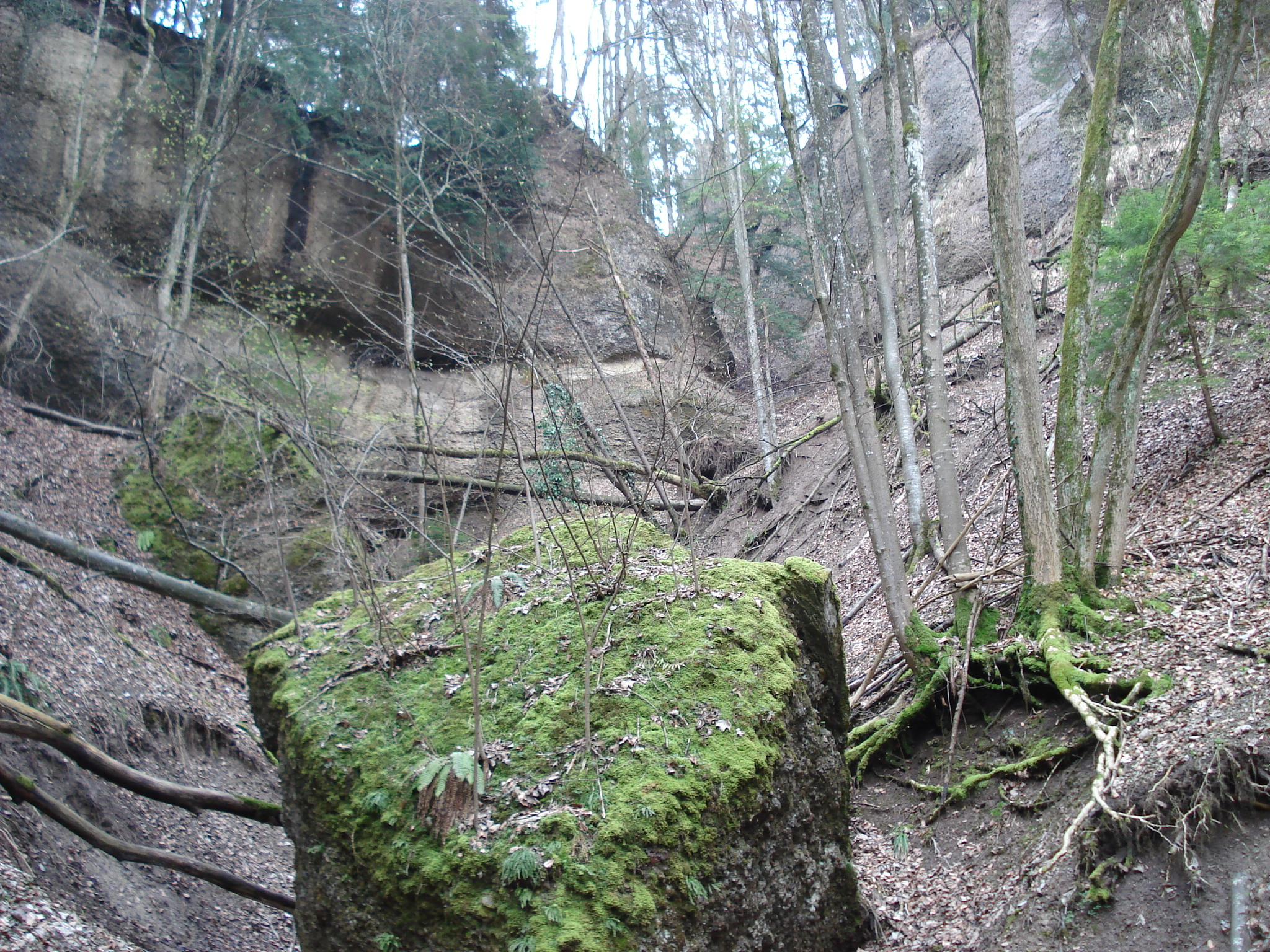
Batzberg Nordwestcouloir
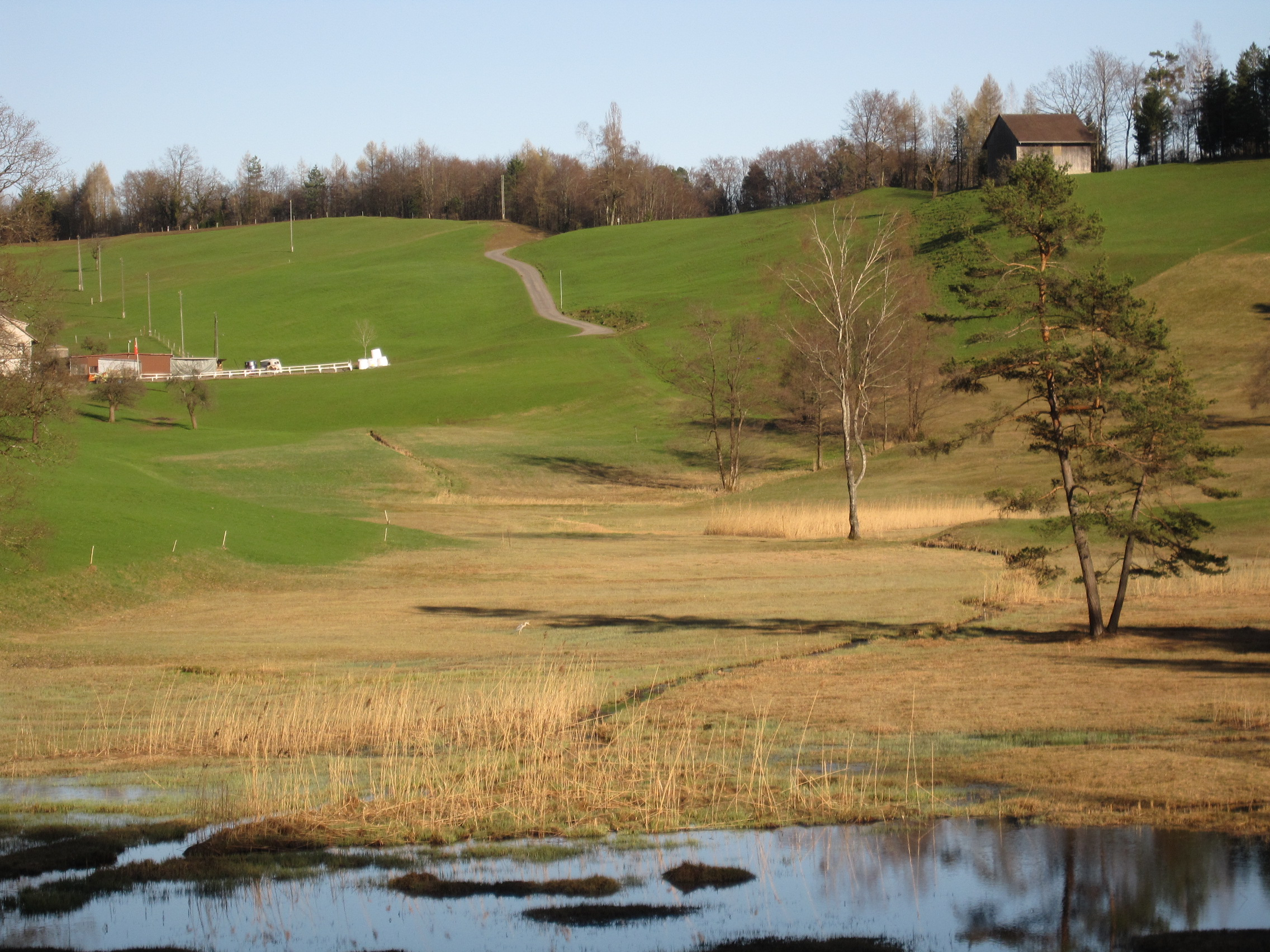
Der Grossweier auf dem Batzberg zwischen Wald und Rüti
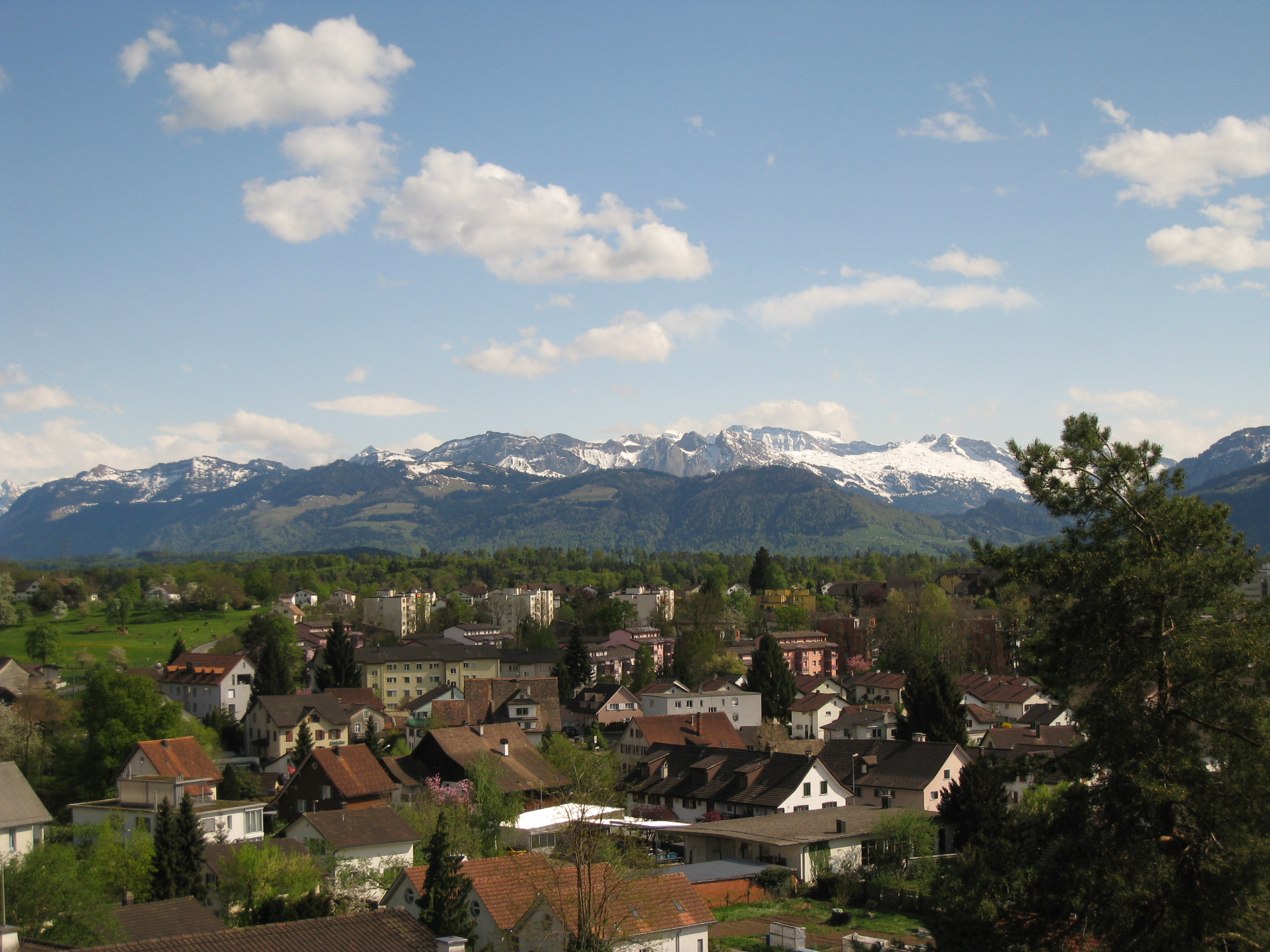
Aussicht vom Schlossberg über die Quartiere Ferrach und Bergacher
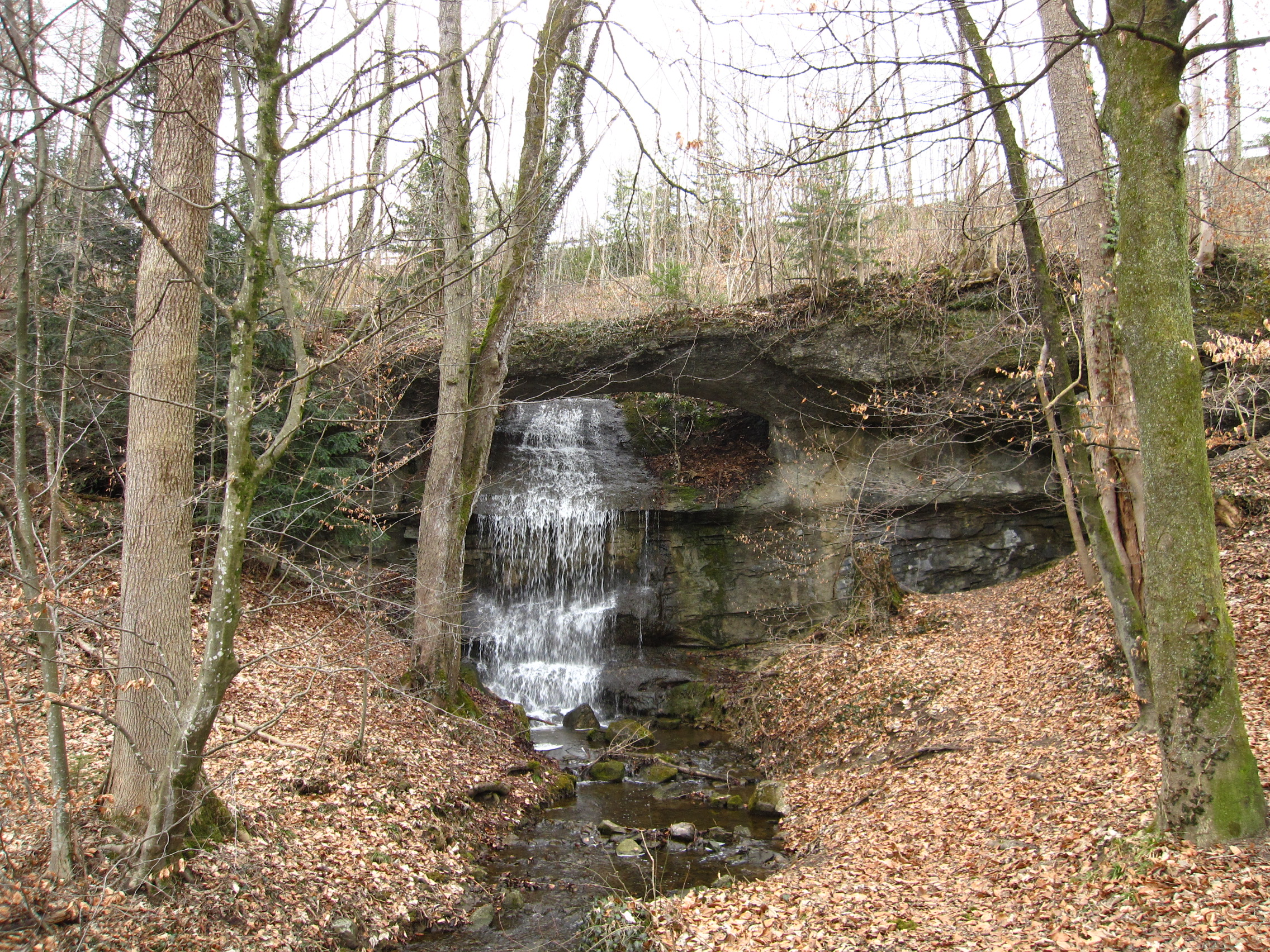
Das Martinsbrünneli, eine Naturbrücke aus Nagelfluh

## Sonstiges
Heute ist Rüti bei Auswärtigen vor allem für sein Rekrutierungszentrum des Eidgenössischen Departements für Verteidigung, Bevölkerungsschutz und Sport (VBS) für die Kantone Zürich, Zug, Schaffhausen und Thurgau bekannt, welches 2003 im ehemaligen Spitalgebäude errichtet worden ist.
Die Gemeinde ist seit 2007 als Energiestadt und seit 2015 als Energiestadt Gold zertifiziert.

## Persönlichkeiten
- Caspar Honegger (* 12. Dezember 1804 in Rüti; † 7. Januar 1883 in Rüti), Entwickler des „Honegger-Webstuhls“, Gründer der ersten Fabrikkrankenkasse der Schweiz. Geboren in Rüti.
- Carl Arnold Séquin (* 25. Januar 1845 in Uznach; † 25. November 1899 in Rüti), Architekt. Lebte in Rüti.
- Werner Weber (* 28. Februar 1851 in Bubikon; † 10. Januar 1912 in Zürich), Unternehmer und Politiker. Ehrenbürger von Rüti.
- Theophil Weber (* 19. November 1852 in Rüti; † nach 1908), Autor, Herausgeber und Verleger in Leipzig. Geboren in Rüti.
- Paul Burckhard (* 12. Mai 1880 in Rüti; † 14. Januar 1961 in Basel), Architekt, Maler, Zeichner, Illustrator und Autor. Geboren in Rüti.
- Rudolf Kägi (* 16. September 1882 in Bauma; † 25. Januar 1959 in Rüti), Lehrer, Heimatforscher und Schriftsteller in Mundart
- Albin Zollinger (* 24. Januar 1895; † 7. November 1941 in Zürich), Schriftsteller. Lebte in Rüti.
- Rudolf Zender (* 27. Juni 1901 in Rüti; † 1988), Maler, Grafiker und Zeichner. Geboren in Rüti.
- Harry Koch (* 2. September 1930 in Rüti; † 23. April 2012), Fussballspieler. Geboren in Rüti.
- Albert Zweifel (* 7. Juni 1949 in Rüti), Radsportler, fünffacher Weltmeister. Lebt in Rüti.
- Jörg Reichlin (* 25. August 1949 in Saas Fee), Schauspieler, Regisseur. Lebt in Rüti.
- Bernhard Ott (* 7. Juni 1952 in Rüti), täuferischer Theologe und Missionswissenschaftler. Geboren in Rüti.
- Ancillo Canepa (* 5. Mai 1953 in Richterswil), Präsident FC Zürich. Lebt in Rüti.
- Yvonne Bürgin (* 27. August 1970), Politikerin, hier geboren
- Peter Marvey (* 18. August 1971 in Rüti), Magier. Geboren in Rüti.
- Christian Kreienbühl (* 6. Juni 1981 in Rüti), Leichtathlet. Lebt in Rüti.
- Théo Gheorghiu (* 12. August 1992 in Männedorf). Pianist. Lebte in Rüti.